# Карро
Карро (італ. Carro, ліг. O Cäro) — муніципалітет в Італії, у регіоні Лігурія, провінція Спеція.
Карро розташоване на відстані близько 360 км на північний захід від Рима, 60 км на схід від Генуї, 26 км на північний захід від Спеції.
Населення — 544 особи (2014).

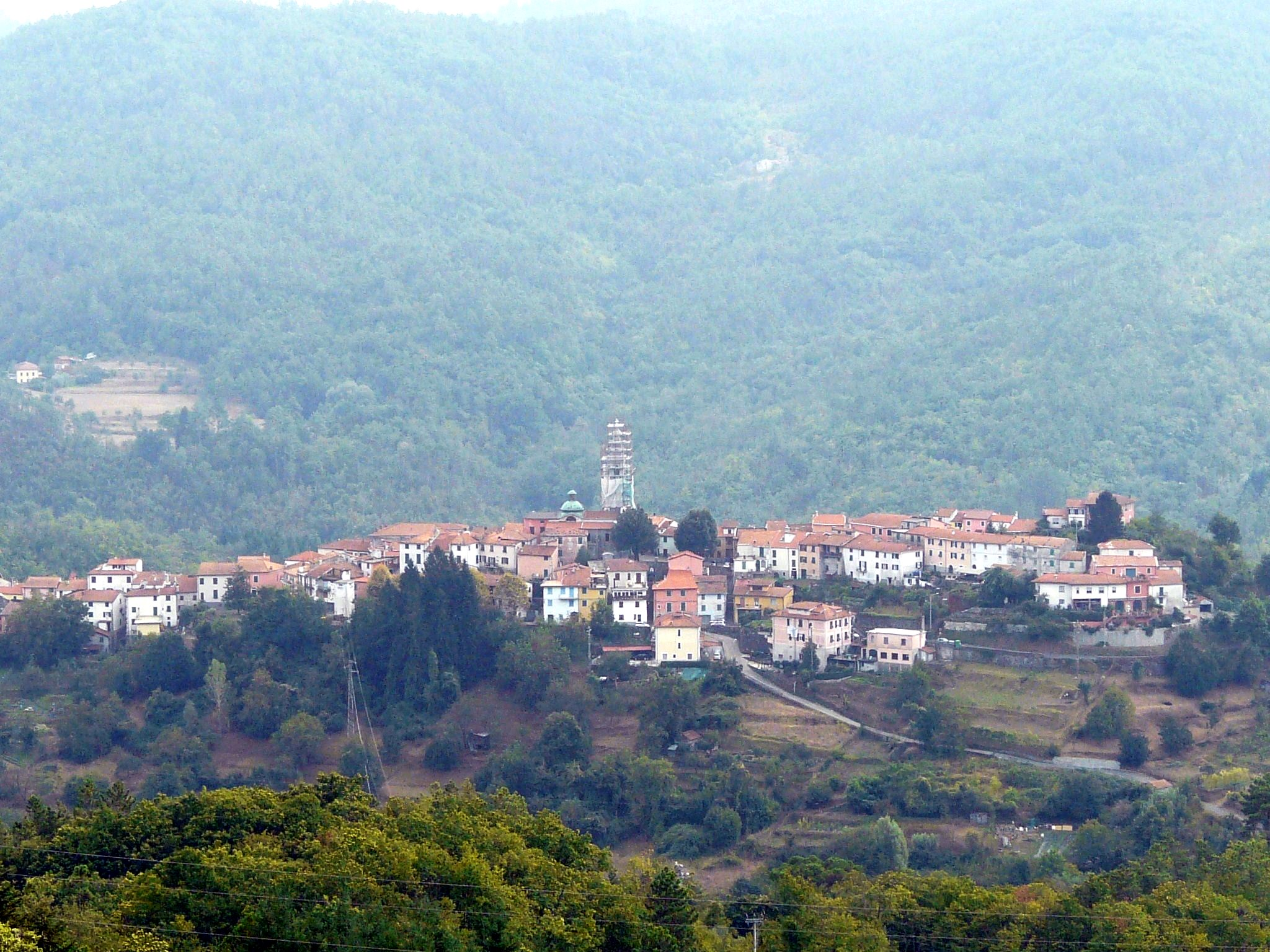

Щорічний фестиваль відбувається 10 серпня. Покровитель — святий мученик Лаврентій.

## Демографія
Населення за роками:

Станом на 1 січня 2023 року в муніципалітеті офіційно проживали 22 іноземці з 11 країн, серед них 13 громадян країн Євросоюзу та 1 громадянин України.

## Сусідні муніципалітети
- Карродано
- Кастільйоне-К'яварезе
- Деїва-Марина
- Маїссана
- Сеста-Годано
- Варезе-Лігуре